# 猪血木
猪血木（学名：Euryodendron excelsum），俗名櫶木。为山茶科猪血木属下的一个种，也是猪血木属的单型种。

## 分布及栖息地
猪血木是中国的特有种，分布于广东和广西，但在广西的种群已地域性灭绝。
它们的栖息地位于海拔100-400米的低丘疏林中。其模式标本采自广东阳春八甲镇。

## 描述
猪血木是一种高达20米的常绿乔木，具有与同科的红淡比属（Cleyera）和柃属（Eurya）植物相近的形态特征。
其叶长5-9厘米，薄革质，呈长圆状，边缘有细锯齿。花长约4毫米，倒卵形，呈白色，花瓣与萼片均为5个。果实直径3-4毫米，为球形或卵圆形的浆果，呈蓝黑色。
猪血木的花期在每年5-8月，果期在10-11月。

## 保育现状

### 现状
猪血木在国际自然保护联盟濒危物种红色名录和中国物种红色名录中均被列为极危，其已在广西地域性灭绝，仅在广东有零星分布。相信猪血木野外的成熟个体仅有6-23株，而野外未成熟个体有70株，人工种植的个体现有300株。
当地基础设施的建设，村庄规模的扩大以及农业的发展使它们的栖息地变得破碎，而现存的多数个体均生长在村庄附近且仍受到被作为木材砍伐的威胁。据研究发现它们有着较低的遗传多样性，这加大了它们近交衰退的风险且降低了它们的适应能力。

### 保育措施
目前猪血木在中国被列为国家一级保护植物。中国科学院华南植物园，云南大学，当地的村庄和自然保护区都在尝试保护剩余的野外个体并计划实施再引入。
在2009年进行的种子采集行动后，猪血木的种子被送往云南大学繁殖。300株人工种植的个体被移植到广东的阳春市八甲镇，云南的河口省植物园和西双版纳植物园进行繁殖，三地的植株生存率分别为40, 80和70%。而生长于八甲镇附近的野生植株被当地居民尊称作“神树”并受到当地村庄的保护。

## 扩展阅读
- 維基物種上的相關：猪血木